# 短芒披碱草
短芒披碱草（学名：Elymus breviaristatus）是禾本科披碱草属植物。这种植物分布于四川阿坝州若尔盖县及甘孜州稍干燥的天然草地，海拔高度大约3400～3600m。产四川、青海等省。生于山坡上。模式标本采自四川省雅龙江岸。